# Sete Cidades
Sete Cidades je sopka nacházející se v západní části ostrova São Miguel. Jde o jednu z nejaktivnějších sopek v Azorské souostroví. Sopka, jakož i její okolí je součástí přírodní rezervace. Vrchol sopky je ukončen 5 km širokou kalderou se stěnami vysokými až 500 m. V kaldeře se nacházejí dvě jezera: Lagoa Azul (s modrým odstínem vody) a Lagoa Verde (se zeleným odstínem). Kaldera se vytvořila přibližně před 22 000 lety, později bylo zdokumentovaných dalších 22 postkalderových erupcí, které vytvořily četné trachytické lávové dómy, lávové proudy a depozity pyroklastik, nacházející se na severních a západních svazích kaldery.